# Micropercops
Micropercops is een geslacht van straalvinnige vissen uit de familie van de zeegrondels (Odontobutidae).

## Soorten
- Micropercops borealis Nichols, 1930
- Micropercops cinctus (Dabry de Thiersant, 1872)
- Micropercops dabryi Fowler & Bean, 1920
- Micropercops swinhonis (Günther, 1873)